# Fabio Betancur Tirado
Fabio Betancur Tirado (* 30. Oktober 1938 in Armenia, Antioquia; † 20. November 2011 in Medellín, Antioquia) war ein kolumbianischer Geistlicher und Theologe. Er war römisch-katholischer Erzbischof von Manizales.

## Leben
Fabio Betancur Tirado war das älteste von acht Kindern einer religiös geprägten Familie. Seine Eltern waren Heriberto Betancur und Rosa Tirado. Er besuchte ein Gymnasium, das Kleine Seminar und das Priesterseminar in Medellín. Am 6. September 1964 weihte ihn der damalige Erzbischof von Medellín Tulio Botero Salazar zum Priester. 1964 wurde er Professor am Priesterseminar von Medellín, 1965 bis 1970 war er dessen Rektor. 1971 bis 1974 war er Rektor des Kleinen Seminars, 1977 bis 1979 dann Professor an der Päpstlichen Universität Bolivariana.
Am 24. Mai 1982 ernannte ihn Papst Johannes Paul II. zum Titularbischof von Sereddeli und Weihbischof in Medellín. Die Bischofsweihe spendete ihm der Erzbischof von Medellín, Alfonso López Trujillo, am 3. Juli desselben Jahres. Mitkonsekratoren waren Hernando Velásquez Lotero, Bischof von Facatativá, und Rodrigo Arango Velásquez PSS, Weihbischof in Medellín.
Am 29. März 1984 wurde er zum ersten Bischof des neugegründeten Bistums La Dorada-Guaduas ernannt. Sein Amt trat er am 16. Juni 1984 an. Am 15. Oktober 1996 wurde er durch Johannes Paul II. zum Nachfolger von José de Jesús Pimiento Rodriguez als Erzbischof von Manizales ernannt, dieses Amt trat er am 30. November an. Vom 13. Dezember 2003 bis 30. Januar 2004 war er zudem Verwalter des Erzbistums Santa Fe de Antioquia.
Am 7. Oktober 2010 nahm Papst Benedikt XVI. sein gesundheitlich bedingtes Rücktrittsgesuch an.

## Wirken
Für eine Kontroverse sorgte er, als er den Bürgermeister von Manizales exkommunizierte, nachdem sich dieser geweigert hatte gegen eine in der Stadt stattfindende Erotikmesse vorzugehen.
Fabio Betancur Tirado war Vorsitzender des Stiftungsrates der "Päpstlichen Stiftung Populorum progressio", die Papst Johannes Paul II. zur Förderung menschlicheren Lebens und der christlichen Würde der notleidenden einheimischen Bevölkerung und Landarbeiter Lateinamerikas gegründet hatte. 2009 tagte der Päpstliche Stiftungsrat auf Einladung von Kardinal Paul Josef Cordes in Arnsberg-Neheim.
Zum 16. Jahrestag der Erscheinung der Muttergottes in der Pfarrei von Međugorje im Jahr 1984 besuchte er die Wallfahrtsstätte Međugorje.